# Leucoptera cytisiphagella
Leucoptera cytisiphagella là một loài bướm đêm thuộc họ Lyonetiidae. Nó được tìm thấy ở Hungary và Bulgaria.
Ấu trùng ăn Chamaecytisus austriacus. Chúng ăn lá nơi chúng làm tổ. 